# آنراس
آنراس (به آلمانی: Anras) یک منطقهٔ مسکونی در اتریش است که در لاینس واقع شده‌است. آنراس ۵۸٫۴۱ کیلومتر مربع مساحت دارد ۱٬۲۶۱ متر بالاتر از سطح دریا واقع شده‌است.